# Le Clerjus
Le Clerjus é uma comuna francesa na região administrativa de Grande Leste , no departamento de Vosges. Estende-se por uma área de 32,93 km². Em 2010 a comuna tinha 556 habitantes (densidade: 16,9 hab./km²).